# Nordsjö hamn

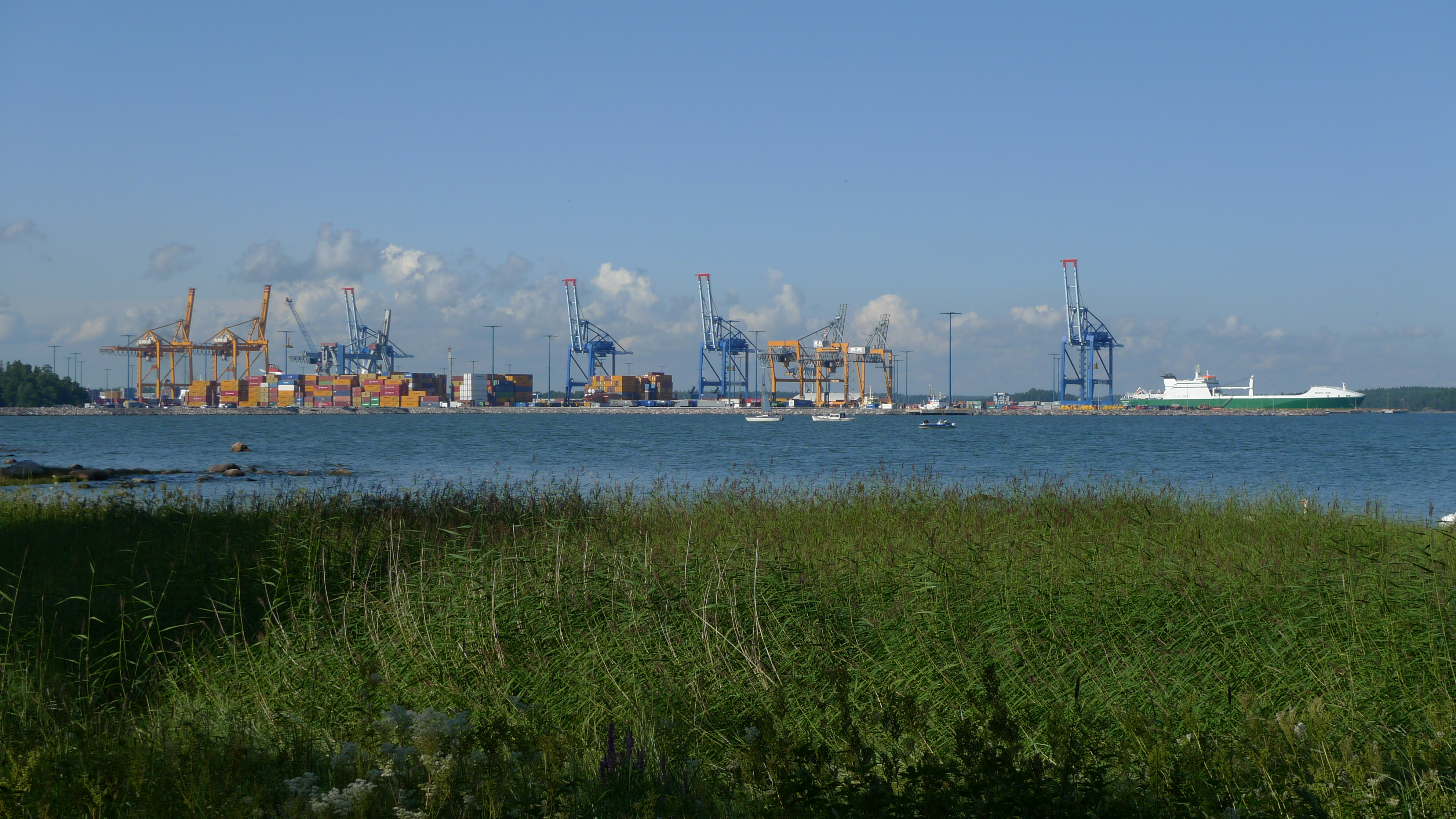
Nordsjö hamn 2009.

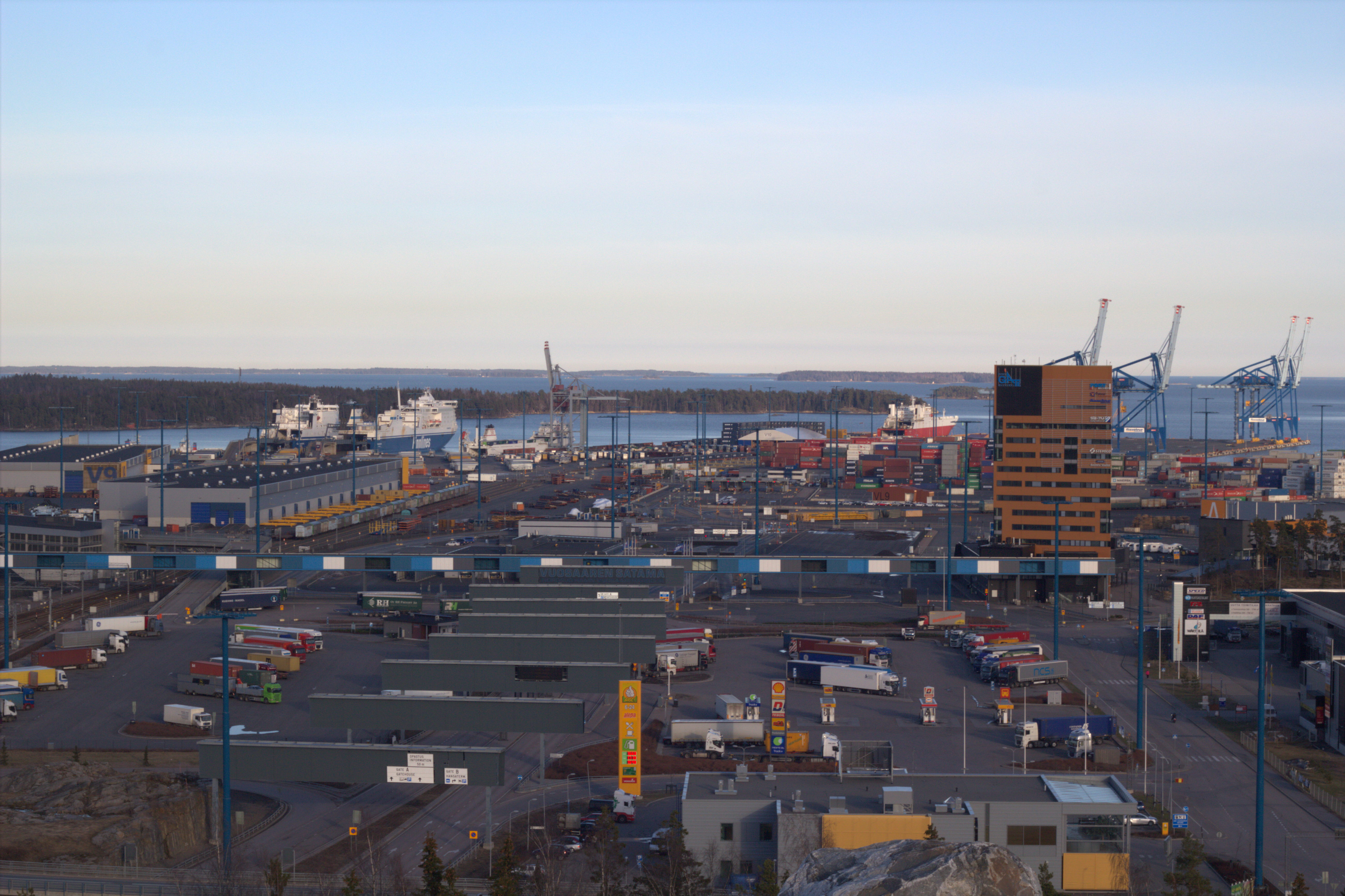
Nordsjö hamn 2013.

Nordsjö hamn (finska: Vuosaaren satama) är en godshamn i stadsdelen Nordsjö i östra Helsingfors som betjänar främst containertrafiken i huvudstadsregionen och övriga Finland. Hamnen togs i bruk i november 2008 och ersatte godshamnarna Västra hamnen och Sörnäs hamn. 
Byggarbetena inleddes år 2002 och hamnen öppnades för trafik i november 2008. Hamnbygget var ett enormt projekt som, förutom själva hamnen som byggdes upp och fylldes ut, innebar en förlängning av Ring III och en 19 kilometer lång järnvägsförbindelse, Nordsjö hamnbana (varav 14 kilometer i tunnel) för godstransporterna. De totala kostnaderna uppgick till 682 miljoner euro, varav transportlederna kostade 302 miljoner och själva hamnen 380 miljoner. Av transportlederna kostade hamnbanan 202 miljoner och vägarna 89,6 miljoner. Farleden kostade 10,4 miljoner. Under byggets gång steg kostnaderna i flera omgångar. Hamnen byggdes för att kunna flytta hamnverksamheten från Sörnäs hamn samt Västra hamnen och i stället bygga centrumnära bostäder för sammanlagt 30 000 personer på tidigare hamnområden. 
Hamnbygget var omgärdat av många problem och diskussioner. Miljövänner var oroliga för att den känsliga miljön i östra Helsingfors skulle påverkas av hamnbygget. Flera besvär lämnades också in till domstolar och EU-kommissionen[källa behövs]. Högsta domstolen gav byggnadstillstånd den 24 oktober 2002. Senare stoppades dock muddringsarbetena på grund av att miljögiftet tributyltenn (TBT) hittades i stora mängder på havsbottnen utanför hamnområdet. Efter att man byggt en skyddsmur runt det mest förorenade området och ett nytt miljötillstånd utfärdats, kunde muddringen fortsätta. 
I anslutning till hamnprojektet byggdes ett stort logistikområde i Kervo, där hamnbanan möter Stambanan. Flera företag har efter hamnens tillkomst byggt sin logistikinfrastruktur omkring Ring III.

## Fartyg som trafikerar hamnen
| Fartygsvarv | Fartyg          | Rutt                   |
| ----------- | --------------- | ---------------------- |
| Finnlines   | M/S Finnlady    | Helsingfors–Travemünde |
| Finnlines   | M/S Finnmaid    | Helsingfors–Travemünde |
| Finnlines   | M/S Finnstar    | Helsingfors–Travemünde |
| Eckerö Line | M/S Finbo Cargo | Nordsjö–Muuga          |